# ヤマタネ
株式会社ヤマタネ（英称:Yamatane Corporation）は、東京都江東区に本社を置く倉庫業準大手、米（コメ）の卸売大手企業である。

## 概要
米の卸売は業界大手で、自社の原点とする。創業者の山崎種二は「米は味にあり」と語り、徹底した品質管理のもと「ヤマタネファミリーライス」は生まれ、全国に流通する。
また、倉庫業は準大手で文書保管に重点を置く。日本の会社としては初めて海外引越国際規格を取得し、国境を超えた物流・引越にも強い。
そのほか、不動産業・コンピュータシステムの運用など、事業は多岐にわたる。かつては証券業・商品先物取引事業にも参入していた。

## 沿革
- 1924年（大正13年） - 山﨑種二が回米問屋「山﨑種二商店」を創業。
- 1940年（昭和15年） - 山﨑種二が辰巳倉庫株式会社の経営権を取得し倉庫業に乗り出す。
- 1950年（昭和25年） - 東京証券取引所に株式上場。山種米穀株式会社設立。
- 1954年（昭和29年） - 山﨑埠頭倉庫株式会社を吸収合併。
- 1956年（昭和31年） - 東京中央倉庫株式会社を吸収合併。
- 1962年（昭和37年） - 不動産事業に進出。
- 1984年（昭和59年） - 社名を「株式会社山種産業」に変更。
- 1989年（平成元年） - 山種米穀株式会社と合併
- 1993年（平成5年） - 国際航空運送協会（IATA）代理店資格取得。国際引越協会（OMNI）加入。
- 1995年（平成7年） - 社名を「株式会社ヤマタネ」に変更。
- 1999年（平成11年） - SBS輸入商社資格取得。
- 2001年（平成13年） - 日本の会社としては初めて海外引越国際規格FAIMを取得。
- 2010年（平成22年） - 子会社のアサヒトラストの解散により、商品先物取引事業から撤退[2]。
- 2013年（平成25年） - 子会社で証券業を営んでいた金山の清算を完了。

## 主要事業所
- 本社（東京都江東区越中島）
- 関東支店（東京都江東区越中島）
- 関西支店（兵庫県神戸市中央区）
- 不動産事業部（東京都中央区日本橋箱崎町）
- バンコク駐在員事務所（タイバンコク）

## 工場
- 東京精米工場（東京都江東区新木場）
- 岩槻精米工場（埼玉県さいたま市）

## 関係会社
断り書きのないものは連結子会社である。
- ヤマタネロジスティクス
- ヤマタネロジワークス
- 山種商事
- ヤマタネシステムソリューションズ
- 山種不動産…SMBC日興証券店舗入居ビルを保有

山種証券（現・SMBC日興証券）については山崎種二が創業者だが、現在は直接の関連はない。

### かつての関係会社
- 金山証券 - 2012年7月1日付で岡安証券に事業を譲渡後[3]、金山株式会社に商号変更。2013年3月22日に清算を結了した。